# Lestes numidicus
Lestes numidicus är en trollsländeart som beskrevs av Samraoui, Weekers och Dumont 2003. Lestes numidicus ingår i släktet Lestes och familjen glansflicksländor. IUCN kategoriserar arten globalt som otillräckligt studerad. Inga underarter finns listade i Catalogue of Life.